# 12624 Mariacunitia
12624 Mariacunitia este un asteroid din centura principală, descoperit pe 17 octombrie 1960, de Cornelis van Houten și Ingrid van Houten și Tom Gehrels.